# Brežane Lekeničke
Brežane Lekeničke falu Horvátországban, Sziszek-Monoszló megyében. Közigazgatásilag Lekenikhez tartozik.

## Fekvése
Sziszek városától légvonalban 21, közúton 28 km-re északnyugatra, községközpontjától légvonalban 5, közúton 7 km-re nyugatra, az A11-es autópálya közelében, Pešćenica és Cerje Letovaničko között fekszik.

## Története
A mai falu több, kisebb településből tevődik össze, melyeket az első katonai felmérés térképe a 18. század második felében még „Modrus”, „Szeverich”, „Marekovecz”, Bussich, „Podlusie” és „Szikirevczi” néven ábrázol. Területét valószínűleg a 17. század második felében a török veszély csökkenésével telepítették be boszniai horvátokkal. Első fakápolnája is a 17. században épült. A településnek 1857-ben 168, 1910-ben 393 lakosa volt. 1918-ban az új szerb-horvát-szlovén állam, majd később Jugoszlávia része lett. A második világháború idején a Független Horvát Állam része volt. A háború után a béke időszaka köszöntött a településre. Enyhült a szegénység és sok ember talált munkát a közeli városokban. A falu 1991. június 25-én a független Horvátország része lett. 2011-ben 302 lakosa volt.

## Népesség
| Lakosság változása | Lakosság változása | Lakosság változása | Lakosság változása | Lakosság változása | Lakosság változása | Lakosság változása | Lakosság változása | Lakosság változása | Lakosság változása | Lakosság változása | Lakosság változása | Lakosság változása | Lakosság változása | Lakosság változása | Lakosság változása |
| ------------------ | ------------------ | ------------------ | ------------------ | ------------------ | ------------------ | ------------------ | ------------------ | ------------------ | ------------------ | ------------------ | ------------------ | ------------------ | ------------------ | ------------------ | ------------------ |
| 1857               | 1869               | 1880               | 1890               | 1900               | 1910               | 1921               | 1931               | 1948               | 1953               | 1961               | 1971               | 1981               | 1991               | 2001               | 2011               |
| 168                | 215                | 213                | 291                | 356                | 393                | 388                | 435                | 452                | 469                | 450                | 332                | 281                | 299                | 281                | 302                |

## Nevezetességei
- Szent Péter apostol tiszteletére szentelt fakápolnája 17. századi eredetű. A 20. században újjáépítették. Kisméretű, négyszög alaprajzú épület nyitott előcsarnokkal, efelett áll a piramis toronysisakban végződő fa harangtorony.
- Az erdészet egykori központi épülete a 19. században épült.